# Jaime Camil
Jaime Camil, nome completo Jaime Federico Said Camil Saldanha da Gama (Città del Messico, 22 luglio 1973), è un attore e doppiatore messicano.
È noto per la telenovela messicana La fea más bella e per il ruolo di Rogelio De La Vega in Jane the Virgin. Per tale ruolo è stato nominato due volte ai Critics' Choice Awards come migliore attore non protagonista in una serie comedy. È sposato con Heidi Balvanera dal 2013 e ha due figli.

## Filmografia parziale

### Attore

#### Cinema
- 7 dìas, regia di Fernando Kalife (2005)
- Todo incluido, regia di Rodrigo Ortuzar Lynch (2008)
- Recién cazado, regia di Rene Bueno (2009)
- Regresa, regia di Alejandro González Padilla (2010)
- Salvando al soldado Pérez, regia di Beto Gómez (2010)
- El cielo en tu mirada, regia di Pitipol Ybarra (2012)
- 200 Cartas, regia di Bruno Irizarry (2013)
- Pulling Strings, regia di Pitipol Ybarra (2013)
- Elsa & Fred, regia di Michael Radford (2014)
- Little Bitches, regia di Nick Kreiss (2018)
- Madness in the Method, regia di Jason Mewes (2019)
- Las píldoras de mi novio, regia di Diego Kaplan (2020)
- Kimi - Qualcuno in ascolto (Kimi), regia di Steven Soderbergh (2022)

#### Televisione
- Mi destino eres tú – telenovela, 90 puntate (2000)
- Mujer de madera – telenovela, 205 puntate (2004)
- La fea más bella – telenovela, 299 puntate (2006-2007)
- Las tontas no van al cielo – telenovela, 138 puntate (2008)
- Los exitosos Pérez – telenovela, 171 puntate (2009-2010)
- Por ella soy Eva – telenovela, 165 puntate (2012)
- Devious Maids - Panni sporchi a Beverly Hills (Devious Maids) – serie TV, episodio 1x05 (2013)
- Qué pobres tan ricos – telenovela, 167 puntate (2013-2014)
- Jane the Virgin – serie TV, 99 episodi (2014-2019)
- Broke – serie TV, 13 episodi (2020)
- Schmigadoon! – serie TV, 4 episodi (2021)

### Doppiatore
- El Agente 00-P2, regia di Andrés Couturier (2009)
- Pets - Vita da animali (The Secret Life of Pets), regia di Chris Renaud (2016)
- Elena di Avalor (Elena of Avalor) – serie animata, 12 episodi (2016-2020)
- Coco, regia di Lee Unkrich e Adrian Molina (2017)
- Hotel Transylvania 3 - Una vacanza mostruosa (Hotel Transylvania 3: Summer Vacation), regia di Genndy Tartakovsky (2018)
- La leggenda dei tre caballeros (Legend of the Three Caballeros) – serie animata, 13 episodi (2018) – Panchito Pistoles
- DuckTales – serie animata, 4 episodi (2018-2021)
- Marco e Star contro le forze del male (Star vs. the Forces of Evil) – serie animata, 5 episodi (2019)
- The Lion Guard – serie animata, episodi 3x14-3x15-3x19 (2019)
- BoJack Horseman – serie animata, episodi 6x06-6x13-6x14 (2019-2020)
- Pets 2 - Vita da animali (The Secret Life of Pets 2), regia di Chris Renaud e Jonathan del Val (2019)